# Armoriale dei comuni della provincia di Asti

Stemma della Provincia di Asti

Questa pagina contiene le armi (stemmi e blasonature) dei comuni della provincia di Asti.
| Stemma                               | Comune e blasonatura | Gonfalone e/o bandiera           |
| ------------------------------------ | --- | -------------------------------- |
|                                      | Agliano Terme Fasciato ondato d'azzurro e d'argento. Gonfalone: drappo partito di azzurro e di bianco… |                                  |
|                                      | Albugnano Di rosso, ai tre gigli d'argento, bene ordinati. Sotto lo scudo, su lista bifida e svolazzante di rosso, il motto in lettere maiuscole di argento sursum late longeque. Ornamenti esteriori da Comune. D.P.R. del 21 novembre 1996 Gonfalone: drappo di bianco con la bordatura di rosso, riccamente ornato di ricami d'argento e caricato dello stemma comunale, con l'iscrizione centrata in argento: COMUNE DI ALBUGNANO. Le parti di metallo ed i cordoni saranno argentati. L'asta verticale sarà ricoperta di velluto azzurro con bullette argentate poste a spirale. Nella freccia sarà rappresentato lo stemma del Comune e sul gambo inciso il nome. Cravatta e nastri tricolorati dai colori nazionali frangiati d'argento. |                                  |
|                                      | Antignano Troncato dalla fascia diminuita di' azzurro; il PRIMO, troncato cuneato di rosso e d'argento, con quattro denti e due semidenti all'ingiù, e cinque denti all'insù; il SECONDO, d'oro, al grappolo d'uva di porpora, unito al tralcio di verde, posto in fascia, pampinoso di due, dello stesso. Ornamenti esteriori da Comune. D.P.R. del 7 marzo 2001 Gonfalone: drappo di azzurro, riccamente ornato di ricami d'argento e caricato dallo stemma sopra descritto con la iscrizione centrata in argento, recante la denominazione del Comune. Le parti di metallo ed i cordoni saranno argentati. L'asta verticale sarà ricoperta di velluto azzurro con bullette argentate poste a spirale. Nella freccia sarà rappresentato lo stemma del comune e sul gambo inciso il nome. Cravatta con nastri tricolorati dai colori nazionali frangiati d'argento. |                                  |
|                                      | Aramengo Semipartito troncato: il PRIMO, di verde, alle cinque spighe di grano, impugnate, d'oro, legate di argento; il SECONDO, di rosso, al barbio d'oro, in palo e convesso verso il fianco, cimato dalla corona all'antica di sette punte visibili, dello stesso; il TERZO, di azzurro, al castello d'oro, murato di nero, merlato alla guelfa, le due torri ognuna di sei, il fastigio di sette, esso castello finestrato di cinque, di nero, tre finestre in fascia nel corpo del castello, due nelle torri, chiuso di nero, fondato sulla pianura di verde. Ornamenti esteriori da Comune. D.P.R. del 18 luglio 2006 Gonfalone: drappo partito di rosso e di bianco… |                                  |
|                                      | Asti Di rosso alla croce d'argento. Motto: Aste Nitet Mundo Sancto Custode Secundo. Riconoscimento del 18 agosto 1896. Gonfalone: Il gonfalone del Comune rappresenta lo Stemma del Comune stesso su telo di velluto rosso recante una croce d'argento, con in alto la scritta con lettere in oro "Città di Asti" ed in basso tre bande con frange anche quest'ultime in oro. |                                  |
|                                      | Azzano d'Asti Di rosso; alla croce d'argento; alla campagna del secondo caricata di un'azza d'arme di acciaio posta in banda. Ornamenti esteriori da Comune. D.P.C.M del 6 novembre 1972 Gonfalone: drappo troncato, di bianco e di rosso riccamente ornato di ricami d'argento e caricato dallo stemma sopra descritto con la iscrizione centrata in argento: Comune di Azzano d'Asti. Le parti di metallo ed i cordoni saranno argentati. L'asta verticale sarà coperta di velluto dei colori del drappo, alternati, con bullette argentate poste a spirale. Nella freccia sarà rappresentato lo stemma del Comune e sul gambo inciso il nome. Cravatta con nastri ricolorati dai colori nazionali frangiati d'argento. |                                  |
|                                      | Baldichieri d'Asti Di azzurro alla banda d'argento, accompagnata da un leone d'oro in capo e da un monte in punta. Capo di rosso. Ornamenti esteriori da Comune. Gonfalone: drappo di colore azzurro riccamente ornato da ricami d'argento caricato dello stemma sopra descritto con l'iscrizione centrata in argento "Comune di Baldichieri D'Asti". Le parti di metallo ed i nastri saranno argentati. L'asta verticale sarà ricoperta di velluto azzurro con bullette argentate poste a spirale. Nella freccia sarà rappresentato lo stemma del Comune e sul gambo inciso il nome. Cravatta e nastri tricolorati coi colori nazionali e frangiati d'argento. Concessione stemma e gonfalone con R.D. del 3 dicembre 1934, RR.LL.PP. del 21 febbraio 1936 |                                  |
|                                      | Belveglio Gonfalone: drappo di azzurro… |                                  |
|                                      | Berzano di San Pietro Di rosso, alla mano d'argento, con parte dell'avambraccio, reciso, dello stesso, entrambi posti in palo, essa mano vista di dorso, afferrante le due chiavi di San Pietro, d'oro, poste in decusse, con gli ingegni all'insù e intagliati a crocetta greca,con le impugnature formate da due rettangoli con gli spigoli smussati, posti in croce, forati di cinque nel campo. Ornamenti esteriori da Comune. D.P.R. dell'11 marzo 1991 Gonfalone: drappo di bianco, riccamente ornato di ricami d'argento e caricato dello stemma comunale con l'iscrizione centrata d'argento;recante la denominazione del comune. Le parti di metallo ed i cordoni saranno argentati. L'asta verticale sarà ricoperta di velluto bianco con bullette argentate poste a spirale. Nella freccia sarà rappresentato lo stemma del comune e sul gambo inciso il nome. Cravatta con nastri tricolorati dai colori nazionali e frangiati d'argento. |                                  |
|                                      | Bruno Inquartato: nel primo, di azzurro, alla lettera maiuscola B, d'oro; nel secondo, di rosso, all'aquila di nero; nel terzo, sbarrato in quattro pezzi, d'oro e di verde; nel quarto, bandato di quattro pezzi, di verde e d'oro. D.P.R. del 24 aprile 2000 Gonfalone: drappo di giallo… |                                  |
|                                      | Bubbio Partito: al primo di Monferrato che è d'argento al capo di rosso (d'argento alla balzana di rosso), al secondo d'azzurro al grappolo di moscato bianco al naturale, in capo all'anfora romana pure al naturale, nel campo colla parola bubeum, attraversante. Motto: dulcia promam. L'arme ha gli attributi propri del Comune: il serto di fronde d'alloro e di quercia e la corona civica turrita. R.D. del 6 settembre 1921, RR.LL.PP. del 27 novembre 1921 |                                  |
|                                      | Buttigliera d'Asti Di porpora, alle due croci scorciate, di argento, poste una sull'altra. D.P.R. del 16 novembre 1994 Gonfalone: drappo di bianco riccamente ornato di ricami d'argento e caricato dallo stemma sopra descritto con la iscrizione centrata in argento, recante la denominazione del Comune. Le parti di metallo ed i cordoni saranno argentati. L'asta verticale sarà ricoperta di velluto bianco con bullette argentate poste a spirale. Nella freccia sarà rappresentato lo stemma del Comune e sul gambo inciso il nome. Cravatta con nastri tricolorati dai colori nazionali frangiati d'argento. |                                  |
|                                      | Calamandrana Troncato di rosso e d'argento, al castello di due torri merlate alla guelfa di tre, dell'uno all'altro finestrato del campo, alla corona aperta d'oro in capo. DPR del 24 maggio 1957 |                                  |
|                                      | Calliano Inquartato: nel primo e nel quarto, interzato in fascia, d'oro, di nero, di rosso, le tre fasce attraversate dalla banderuola d'argento, formata da due aste decussate, munite di quattro pale rettangolari, due e due, quelle all'insù poste a destra, d'argento, bordate d'oro, quelle all'ingiù, poste a sinistra, d'argento bordate d'azzurro; nel secondo e nel terzo, d'azzurro, alla banda palata di tre nel verso della pezza, nel primo, di verde, nel secondo, troncato d'argento e di rosso, nel terzo, troncato di rosso e di verde; essa banda accompagnata, in capo e in punta da due stelle di cinque raggi, d'oro; il tutto alla pianura partita d'oro e d'azzurro. Ornamenti esteriori da Comune. D.P.C.M. del 6 aprile 1987 Gonfalone: drappo partito di bianco e d'azzurro… |                                  |
|                                      | Calosso |                                  |
|                                      | Camerano Casasco Interzato in palo: il primo, di rosso, alle 2 fasce d'argento, ognuna caricata da una foglia di edera, di verde; il secondo, di azzurro, alla torre d'oro, murata di nero, merlata alla guelfa di 5, chiusa di nero e finestrata di 3 in palo, dello stesso; il terzo d'oro, cotissato di rosso di 5 pezzi. Gonfalone: drappo troncato di rosso e di blu… D.P.R. dell'8 maggio 1996 |                                  |
|                                      | Canelli Di azzurro, al cane rampante, d'oro, sormontato dalla corona all'antica di tre punte visibili, dello stesso. Sotto lo scudo, su lista bifida e svolazzante di azzurro, il motto, in lettere maiuscole d'oro, AD PRAECLARA. Ornamenti esteriori da Città. D.P.R. del 19 marzo 2014 Gonfalone: Drappo di giallo con la bordatura di azzurro, riccamente ornato di ricami d'oro e caricato dallo stemma sopra descritto con la iscrizione centrata in oro, recante la denominazione della Città. Le parti di metallo ed i cordoni saranno dorati. L'asta verticale sarà ricoperta di velluto ei colori del drappo, alternati, con bullette dorate poste a spirale. Nella freccia sarà rappresentato lo stemma della Città e sul gambo inciso il nome. Cravatta con nastri tricolorati dai calori nazionali frangiati d'oro. D.P.R. del 19 marzo 2014 | Gonfalone precedentemente in uso |
|                                      | Cantarana |                                  |
|                                      | Capriglio Gonfalone: drappo di verde … |                                  |
|                                      | Casorzo Monferrato Di rosso, alla sbarra d'argento, caricata del motto: pro aris et focis la sbarra accompagnata, in capo, da una casa; in punta, da spighe d'orzo, impugnate, il tutto d'oro. Lo scudo è sormontato da una corona formata da un cerchio di muro d'oro, sormontato da otto merli, uniti da muriccioli, il tutto d'argento. R.D. del 21 marzo 1897, RR.LL.PP. del 29 maggio 1898 Gonfalone: drappo di azzurro… |                                  |
|                                      | Cassinasco Partito: il PRIMO, di azzurro, alla torre quadrata, di argento, murata di nero, vista di spigolo, lo spigolo posto a sinistra, essa torre priva di merli, finestrata di uno nel lato visibile, di nero, fondata in punta; il SECONDO, di porpora, al grappolo d'uva, d'oro, pampinoso di tre, di verde, accompagnato da due fasce diminuite, d'oro, una sopra, l'altra sotto il grappolo. Ornamenti esteriori da Comune. D.P.R. 20 marzo 2006 |                                  |
|                                      | Castagnole delle Lanze Troncato di rosso e d'argento, all'albero di castagno sradicato, attraversante, al naturale, sul cui fusto sono disposte due lance incrociate in croce di Sant'Andrea. In basso sul fusto una serpe attorcigliata allo stesso e sporgente, colla testa a destra. L'albero sormontato da un nastro recante l'iscrizione: « ad præclara » D.C.G. del 13 agosto 1929 Gonfalone: drappo troncato di bianco e di rosso… |                                  |
|                                      | Castagnole Monferrato Troncato dalla fascia diminuita d'oro: il PRIMO, di azzurro, all'aquila rivoltata e con il volo abbassato, di nero, allumata e linguata di rosso, sostenuta dalla fascia diminuita; il SECONDO, di rosso, al riccio di castagno, d'oro, centrale e propinquo alla fascia diminuita, munito di gambo legnoso al naturale, curvato, convesso verso il fianco destro, fogliato di due di verde, una e una. Ornamenti esteriori da Comune. D.P.R. del 6 giugno 2003 Gonfalone: drappo di giallo… |                                  |
|                                      | Castel Boglione Troncato: al primo di azzurro, al castello di rosso, aperto e finestrato del campo, fondato su un colle al naturale; al secondo d'argento all'albero con un tralcio di vite accollato al fusto; pampinato di 1 a destra e fruttato di un grappolo a sinistra, il tutto al naturale nodrito su campagna diminuita di verde. Ornamenti esteriori di Comune. D.P.R. del 13 maggio 1957 |                                  |
|                                      | Castel Rocchero D'azzurro, al castello d'argento, terrazzato di verde, accostato da un tralcio di vite, fruttato di porpora, fogliato di verde a destra, da una pianticella di grano di tre spighe d'oro a sinistra. D.P.R. del 28 settembre 1959 Incongruenza tra disegno e blasonatura: il castello è su un monte e non terrazzato; a sinistra del castello sono tre spighe impugnate e non una pianta con tre spighe. Gonfalone: drappo di bianco… |                                  |
|                                      | Castell'Alfero Scudo d'argento a 3 merli di nero ordinati 1 e 2, al capo d'azzurro, carico di un anello di fede forgiato a due mani intrecciate d'oro. L'arme ha gli attributi propri del Comune: il serto di fronde d'alloro a sinistra e di quercia a destra, con scudo sormontato dalla corona civica turrita. Gonfalone: drappo partito di bianco e di azzurro… |                                  |
|                                      | Castellero Troncato: il primo, di argento, al decusse di rosso, attraversato dalle maiuscole d'oro, en esperance; il secondo: di azzurro, al castello di rosso, mattonato di nero, merlato alla guelfa, munito di una sola torre centrale, merlata di tre, finestrata con finestrella tonda di nero, il fastigio merlato di sei, tre e tre, esso castello chiuso di nero, finestrato di due finestrelle quadrate di nero, poste in fascia sotto la merlatura, fondato nella pianura diminuita di verde. D.P.R. del 4 settembre 1997 Incongruenza tra disegno e blasonatura: la blasonatura non parla del listello di azzurro nel primo. Gonfalone: drappo di bianco con la bordatura di azzurro, riccamente ornato di ricami d'argento e caricato dello stemma sopra descritto, con la iscrizione centrata in argento, recante la denominazione del comune. Le parti in metallo ed i cordoni saranno argentati. L'asta verticale sarà ricoperta di velluto dei colori del drappo, alternati, con bullette argentate poste in spirale. Nella freccia sarà rappresentato lo stemma del comune e sul gambo inciso il nome. Cravatta con nastri tricolorati dai colori nazionali frangiati d'argento. |                                  |
|                                      | Castelletto Molina Semipartito troncato: nel PRIMO, di rosso, alle lettere maiuscole d'oro C e M, ordinate in fascia; nel SECONDO, d'oro, all'aquila di nero, allumata e linguata di rosso; nel TERZO, di azzurro, al castello di rosso, mattonato di nero, merlato alla guelfa, le 2 torri di 3, il fastigio di 6, esso castello munito di 3 finestrelle tonde di nero, 2 nelle torri, la terza centrale sopra la porta chiusa dello stesso, fondato sulla pianura di verde. L'arme ha gli attributi propri del Comune: il serto di fronde d'alloro e di quercia e la corona civica turrita. D.P.R. del 1º marzo 2000 |                                  |
|                                      | Castello di Annone D'azzurro, al castello di rosso, mattonato di nero, con due grandi torri, alquanto pensili, ognuna merlata di tre alla guelfa, il fastigio merlato di tre alla ghibellina, esso castello finestrato di quattro; due finestre nelle torri, due nel corpo del castello, di nero, chiuso dello stesso, fondato sulla alta collina trapezoidale di verde, la collina uscente dall'antimuro di argento, fondato in punta, uscente dai fianchi, esso antimuro formato a guisa di palizzata di cinque assi intagliate a coda di rondine, alternate da quattro assi più basse, con la sommità recisa orizzontalmente. Ornamenti esteriori da Comune. D.P.R. del 29 gennaio 2003 Gonfalone: drappo partito di azzurro e di bianco… |                                  |
|                                      | Castelnuovo Belbo Gonfalone: drappo partito di rosso e di bianco… |                                  |
|                                      | Castelnuovo Calcea D'azzurro, alla torre di rosso, mattonata di nero, chiusa dalla porta a sesto acuto, dello stesso, finestrata di uno, di nero, merlata alla guelfa di cinque, fondata sulla pianura di verde;essa torre accompagnata in capo da tre bisanti, ordinati in fascia,d'oro. Ornamenti esteriori da Comune. D.P.R. del 24 aprile 1997 Gonfalone: drappo di giallo con la bordatura di azzurro, riccamente ornato di ricami d'argento e caricato dello stemma sopra descritto con la iscrizione centrata in argento ,recante la denominazione del comune. Le parti di metallo ed i cordoni saranno argentati. L'asta verticale sarà ricoperta di velluto dei colori del drappo, alternati, con bullette argentate poste a spirale. Nella freccia sarà rappresentato lo stemma del comune sul gambo inciso il nome. Cravatta con nastri tricolorati dai colori nazionali frangiati d'argento. |                                  |
| Stemma precedente                    | Castelnuovo Don Bosco Scudo d'argento alle tre fasce di rosso, al capo di rosso con serti di alloro e quercia in decusse; timbrato da corona marchionale D.C.G. del 14 febbraio 1930 Gonfalone: drappo di rosso, riccamente ornato di ricami d'argento e caricato dallo stemma comunale con la iscrizione centrata in argento, recante la denominazione del comune. Le parti di metallo e i cordoni saranno argentati. L'asta verticale sarà ricoperta di velluto rosso,con bullette argentate poste a spirale, nella freccia sarà rappresentato lo stemma del comune e sul gambo inciso il nome. Cravatta con nastri tricolorati dai colori nazionali frangiati d'argento. D.C.G. del 13 gennaio 1937 Particolarità araldica: il capo dello scudo è un esempio di Capo del Littorio da cui è stato eraso il fascio. |                                  |
|                                      | Cellarengo Troncato semipartito, al primo, d'oro, alla croce di azzurro; nel secondo, di verde, alle due spighe di grano, decussate, d'oro; nel terzo, di rosso, al bue d'argento, fermo sulla pianura di verde.Ornamenti esteriori da Comune. D.P.C.M. del 22 ottobre 1987 Gonfalone: drappo troncato di rosso e di giallo. riccamente ornato di ricami d'argento e caricato dello stemma sopra descritto con la iscrizione centrata in argento recante la denominazione del Comune; Le parti di metallo ed i cordoni saranno argentati. L'asta verticale sarà ricoperta, di velluto dei colori del drappo, alternati, con bullette argentate poste a spirale. Nella freccia sarà rappresentato lo stemma del Comune e sul gambo inciso il nome. Cravatta e nastri tricolorati dai colori nazionali frangiati d'argento. |                                  |
|                                      | Celle Enomondo Il comune non ha ancora adottato alcuno stemma ufficiale. |                                  |
|                                      | Cerreto d'Asti |                                  |
|                                      | Cerro Tanaro Gonfalone: drappo di bianco… |                                  |
|                                      | Cessole Di rosso, alla sbarra diminuita ondata di argento, accompagnata da due croci trifogliate di San Maurizio d'argento, una in capo, una in punta. Ornamenti esteriori da Comune Gonfalone: drappo di bianco con la bordatura composta di rosso e di bianco di trentasei pezzi, i diciotto pezzi di rosso caricati da altrettante rose araldiche, di argento. Il gonfalone sarà caricato dallo stemma sopra descritto con la iscrizione centrata in argento, recante la denominazione del Comune. Le parti di metallo ed i cordoni saranno argentati. L'asta verticale sarà ricoperta di velluto dei colori del drappo, alternati, con bullette argentate poste a spirale. Nella freccia sarà rappresentato lo stemma del Comune e sul gambo inciso il nome. Cravatta con nastri tricolorati dai colori nazionali frangiati di argento. D.P.R. del 5 giugno 2001 |                                  |
|                                      | Chiusano d'Asti |                                  |
|                                      | Cinaglio Gonfalone: drappo di bianco bordato di rosso… |                                  |
|                                      | Cisterna d'Asti Gonfalone: drappo di azzurro, riccamente ornato di ricami d'argento e caricato dallo stemma sopra descritto con la iscrizione centrata in argento, recante la denominazione del comune. Le parti di metallo ed i cordoni saranno argentati. L'asta verticale sarà ricoperta di velluto azzurro, con bullette argentate poste a spirale. Nella freccia sarà rappresentato lo stemma del comune e sul gambo inciso il nome. Cravatta con nastri tricolorati dai colori nazionali frangiati d'argento. |                                  |
|                                      | Coazzolo Gonfalone: drappo di bianco… |                                  |
|                                      | Cocconato Di nero all'aquila d'oro coronata con corona all'antica dello stesso. Lo scudo è sormontato dalla corona speciale d'oro, formata dal cerchio brunito, cordonato ai margini, coronato da sedici sferette d'oro, nove visibili, sostenute da punte. Sotto lo scudo, su lista bifida svolazzante di nero, il motto, in lettere maiuscole d'oro, ut vult deus. Lo scudo è ornato da due fronde di alloro e di quercia, di verde, con le drupe e le ghiande d'oro, decussate in punta e legate dal nastro di rosso. D.P.R. del 19 novembre 1999 Gonfalone: drappo di giallo con la bordatura composta di nero e di giallo di trentasei pezzi, i diciotto pezzi di nero caricati di altrettante rose araldiche di argento. Il drappo è caricato dallo stemma sopra descritto con la iscrizione centrata in argento, con la denominazione del Comune. Le parti di metallo ed i cordoni sono argentati. L'asta verticale è ricoperta di velluto dei colori del drappo, alternati, con bullette argentate poste a spirale. Nella freccia è rappresentato lo stemma del Comune e sul gambo inciso il nome. Cravatta con nastri tricolorati dai colori nazionali frangiati d'argento. |                                  |
|                                      | Corsione Un castello con due torri in color rosso, al centro del quale è raffigurato un leone rampante di colore giallo e tra le due torri una stella in color oro, il tutto su sfondo verde. Gonfalone: drappo azzurro, caricato dello stemma comunale, con l'iscrizione centrata in argento: Comune di Corsione |                                  |
|                                      | Cortandone |                                  |
|                                      | Cortanze Di rosso, al castello d'oro, torricellato di due pezzi, merlato alla ghibellina, aperto, finestrato e murato di nero, sormontato da tre ruote di argento, poste 2, 1 R.D. del 26 .maggio 1928, RR.LL.PP. del 25 ottobre 1928 Gonfalone: drappo di azzurro riccamente ornato di ricami d'argento e caricato dallo stemma sopra descritto con la iscrizione centrata in argento, recante la denominazione del Comune. Le parti di metallo ed i cordoni saranno argentati. L'asta verticale sarà coperta di velluto di porpora con bullette argentate poste a spirale. Nella freccia sarà rappresentato lo stemma del Comune e sul gambo inciso il nome. Cravatta con nastri ricolorati dai colori nazionali frangiati d'argento. |                                  |
|                                      | Cortazzone D'oro, al leone d'azzurro, allumato linguato e armato di rosso, coronato con corona all'antica di tre punte, dello stesso, accompagnato dalle parola in lettere maiuscole di rosso, CURTIS, posta a destra, AZONIS, posta a sinistra; al capo di rosso, caricato delle due chiavi d'oro, decussate, con gli insegni all'insù e volti verso i fianchi dello scudo, la chiave posta in banda attraversante. Ornamenti esteriori da Comune. D.P.R. del 6 novembre 1996 Gonfalone: drappo di azzurro… |                                  |
|                                      | Cortiglione Spaccato semipartito d'argento all'aquila spiegata di nero interzato abbracciato destro al secondo d'oro, di rosso e d'azzurro, al terzo d'oro, d'azzurro e di rosso. Gonfalone: drappo partito di rosso e di azzurro… D.P.R. del 6 agosto 1988 |                                  |
|                                      | Cossombrato D'oro, calzato di rosso, al leone d'azzurro, armato e linguato di rosso. Gonfalone: drappo di azzurro… D.P.R. del 17 ottobre 1992 |                                  |
|                                      | Costigliole d'Asti D'argento a cinque bande d'azzurro D.P.R. nº 592 del 10 febbraio 1977 Gonfalone: drappo partito di bianco e d'azzurro riccamente ornato di ricami d'argento e caricato dello stemma comunale con l'iscrizione centrata in argento: Comune di Costigliole d'Asti. Le parti di metallo ed i cordoni saranno argentati. L'asta verticale sarà ricoperta di velluto dei colori del drappo, con bullette argentate poste a spirale. nella freccia sarà rappresentato lo stemma del Comune e sul gambo inciso il nome. Cravatta con nastri tricolorati dai colori nazionali frangiati d'argento. |                                  |
|                                      | Cunico Di rosso, alla fascia merlata, d'argento, attraversante due spade dello stesso, dall'elsa d'oro, poste in croce di Sant'Andrea. Ornamenti esteriori da Comune. D.P.C.M. del 26 aprile 1954 Gonfalone: drappo di colore rosso al palo di bianco, riccamente ornato di ricami d'argento e caricato dello stemma civico con l'iscrizione centrata in argento: Comune di Cunico. Le parti di metallo ed i cordoni saranno argentati. L'asta verticale sarà ricoperta di velluto rosso con bullette argentate poste a spirale. Nella freccia sarà rappresentato lo stemma del Comune e sul gambo inciso il nome. Cravatta e nastri tricolorati dai colori nazionali frangiati d'argento. |                                  |
|                                      | Dusino San Michele D'azzurro, interzato di due fasce d'argento: il primo alla mitra dello stesso; il secondo a due grappoli di uva nera dallo stelo sinistroso pampinoso sinistrato di due pezzi di verde; il terzo al piccone ed alla pala d'argento posti in croce di Sant'Andrea alla ruota dentata in prospettiva pure d'argento. Ornamenti esteriori da Comune D.P.C.M. del 2 giugno 1962 Gonfalone: drappo partito di bianco e di azzurro. riccamente ornato di ricami d'argento e caricato dello stemma sopra descritto con la iscrizione centrata in argento "Comune di Dusino San MIchele"; Le parti di metallo ed i cordoni saranno argentati. L'asta verticale sarà ricoperta, di velluto dei colori del drappo, alternati, con bullette argentate poste a spirale. Nella freccia sarà rappresentato lo stemma del Comune e sul gambo inciso il nome. Cravatta e nasti tricolorati dai colori nazionali frangiati d'argento. |                                  |
|                                      | Ferrere Gonfalone: drappo partito di bianco e di rosso… |                                  |
|                                      | Fontanile Partito semitroncato: nel primo d'azzurro, al monte di 3 cime di verde, sostenente un castello d'argento, finestrato di rosso, merlato alla ghibellina al capo dell'impero; nel secondo di rosso, alla fontana d'argento, con doppio zampillo d'azzurro, ricadente; nel terzo d'argento, al gelso al naturale, caricato di una vite fruttuosa pure al naturale. All'arme è sottoposto un breve dal motto: numquam siccabitur aestu. Gonfalone: drappo partito di bianco e di azzurro… D.P.R. del 5 marzo 1973 Incongruenza tra disegno e blasonatura: il castello è anche aperto di rosso. |                                  |
|                                      | Frinco D'argento, alla lettera maiuscola F di azzurro DPR del 17 novembre 1992 Gonfalone: drappo di azzurro riccamente ornato di ricami d'argento e caricato dallo stemma sopra descritto con la iscrizione centrata in argento, recante la denominazione del Comune. Le parti di metallo ed i cordoni saranno argentati. L'asta verticale sarà coperta di velluto di porpora con bullette argentate poste a spirale. Nella freccia sarà rappresentato lo stemma del Comune e sul gambo inciso il nome. Cravatta con nastri ricolorati dai colori nazionali frangiati d'argento. |                                  |
|                                      | Grana Inquartato: nel primo, di azzurro, alla lettera maiuscola G, d'oro, nel secondo e nel terzo, d'argento, al capo di rosso; nel quarto di rosso, alla stella di otto raggi, d'oro. Ornamenti esteriori da Comune D.P.R. del 13 giugno 1989 Gonfalone: drappo partito di rosso e di azzurro… |                                  |
|                                      | Grazzano Badoglio Fasciato (6 pezzi) di nero e d'oro; in cuore allo scudo, troncato di rosso e di argento, cimato da un braccio armato di spada, posta in banda. Ornamenti esterni da Comune. Cimiero: il destrocherio armato di spada, nascente dalla corona nobiliare. Sulla punta dello scudo il cartiglio con il motto Fidelitas. D.P.C.M. dell'8 giugno 1942 Gonfalone: drappo partito di rosso e di giallo… |                                  |
|                                      | Incisa Scapaccino Di azzurro, alle sette stelle di sei raggi, d'oro, poste tre, una, tre, le prime tre stelle poste all'altezza del cuore, sormontate dall'elmo di acciaio abbrunito al naturale, con la visiera a mantice chiusa, collocato in pieno profilo a destra, ornato da quattro piume, due a destra, due a sinistra, di rosso Gonfalone: drappo di giallo… D.P.R. del 29 gennaio 2003 |                                  |
|                                      | Isola d'Asti D'azzurro, alla torre quadrata d'oro, murata, aperta e finestrata di nero, coperta di rosso, cimata da una crocetta d'oro, la torre posta sopra un ristretto di terreno al naturale R.D. del 29 settembre 1929, RR.LL.PP. del 19 novembre 1931 |                                  |
|                                      | Loazzolo Gonfalone: drappo partito di azzurro e di verde… |                                  |
|                                      | Maranzana Inquartato: nel PRIMO di azzurro a sei stelle di cinque punte d'oro, ordinate in sbarra,tre a tre; nel SECONDO d'argento alla torre coperta di rosso, mattonata di nero, aperta e finestrata di tre, nel campo; nel TERZO palato d'oro e di rosso di sei pezzi; nel QUARTO fasciato di rosso e d'oro di sei pezzi. L'arme ha gli attributi propri del Comune:il serto di fronde di alloro e di quercia e la corona civica turrita D.P.C.M. del 3 novembre 1987 Gonfalone: Drappo partito di bianco e di azzurro riccamente ornato di ricami d'argento e caricato dallo stemma sopra descritto con la iscrizione centrata in argento, recante la denominazione del Comune. Le parti di metallo ed i cordoni saranno argentati. Nella freccia sarà rappresentato lo stemma del Comune e sul gambo inciso il nome. Cravatta con nastri tricolorati dai colori nazionali frangiati d'argento. |                                  |
|                                      | Maretto D'oro, al melo di verde, fruttato di dodici, di rosso, fustato e sradicato al naturale, accompagnato in punta dal vocabolo MALETUM, in lettere maiuscole di rosso; alla bordatura d'azzurro, caricata di otto gigli d'oro, uno in capo, uno in punta, due nei fianchi, quattro nei cantoni. Sotto lo scudo, su striscia bifida svolazzante d'oro, il motto in lettere maiuscole di nero: JUVAT ET ORNAT. Ornamenti esteriori da Comune D.P.C.M. dell'11 aprile 1977 Gonfalone: drappo di giallo, con la bordatura d'azzurro, riccamente ornato di ricami d'argento, caricato dello stemma sopra descritto, con l'iscrizione centrata in argento recante la denominazione del Comune |                                  |
|                                      | Moasca Partito semitroncato: nel primo d'oro, alla torre di rosso, mattonata di nero, finestrata e chiusa dello stesso, merlata alla guelfa di cinque, fondata sulla pianura di verde; nel secondo, di azzurro, al leone d'oro, coronato all'antica dello stesso; nel terzo, di rosso, a tre teste di lupo, d'argento, allumate di rosso, bene ordinate. Sotto lo scudo, su lista bifida e svolazzante di rosso il motto, in lettere maiuscole di nero, virtute et consilio D.P.R. dell'8 settembre 2000 Gonfalone: "Drappo partito di azzurro e giallo, riccamente ornato di ricami d'argento e caricato dallo stemma comunale con la iscrizione centrata in argento, recante la denominazione del Comune. Le parti di metallo ed i cordoni saranno argentati. L'asta verticale sarà ricoperta di velluto dei colori del drappo, alternati, con bullette argentate poste a spirale. Nella freccia sarà rappresentato lo stemma del Comune e sul gambo inciso il nome. Cravatta coi nastri tricolorati dai colori nazionali frangiati d'argento. |                                  |
|                                      | Mombaldone Partito: il primo di rosso, alla croce d'argento dei Savoia; al secondo d'oro, alle cinque bande di rosso dei Del Carretto, caricati in punta da una montagna a una cima al naturale, accompagnata alla base da un filetto ondulato di azzurro. Capo dell'Impero (d'oro all'aquila imperiale di nero, non coronata). |                                  |
|                                      | Mombaruzzo Sbarrato di argento e di rosso di 6 pezzi, al leone al naturale, coronato all'antica d'oro, con lo croce di rosso nella prima sbarra. Stemma introdotto nel 1951 Gonfalone: drappo partito di bianco e di rosso… |                                  |
|                                      | Mombercelli |                                  |
|                                      | Monale Semitroncato partito: al primo, di rosso, alle tre rose d'argento, bottonate di verde, ordinate in fascia; nel secondo di azzurro, al cane ritto, di nero, allumato e linguato di rosso, collarinato dello stesso; nel terzo, d'oro, ai cinque pali di rosso. Ornamenti esteriori da Comune. Gonfalone: drappo partito di bianco e di azzurro, riccamente ornato di ricami d'argento e caricato dallo stemma sopra descritto con la iscrizione centrata in argento, recante la denominazione del Comune. Le parti di metallo ed i cordoni saranno argentati. L'asta verticale sarà coperta di velluto di porpora con bullette argentate poste a spirale. Nella freccia sarà rappresentato lo stemma del Comune e sul gambo inciso il nome. Cravatta con nastri ricolorati dai colori nazionali frangiati d'argento. D.P.C.M. del 17 novembre 1972 |                                  |
|                                      | Monastero Bormida Partito: nel primo, di azzurro, alla rovere d'oro, munita di quattro rami, i rami laterali più lunghi e decussati superiormente, i rami centrali decussati inferiormente e attraversanti in banda e in sbarra i rami laterali, essa rovere nodrita nella pianura di verde; nel secondo, di rosso, al leone d'oro, allumato di rosso. |                                  |
|                                      | Moncalvo Troncato di argento e di rosso. Lo scudo è timbrato dalla corona d'oro formata dal cerchio brunito, cordonato ai margini, gemmato, cimato da dodici perle, al naturale, sette visibili, sostenute da punte. Sotto lo scudo, due fronde di alloro e di quercia, di verde, fruttate d'oro, decussate in punta, legate dal nastro tricolorato dai colori nazionali. D.P.R. del 15 novembre 2006 Gonfalone: drappo troncato di rosso e di bianco, riccamente ornato di ricami d'oro e caricato dello stemma sopra descritto con la iscrizione centrata in oro, recante la denominazione della Città. Le parti di metallo ed i cordoni saranno dorati. L'asta verticale sarà ricoperta di velluto dei colori del drappo, alternati, con bullette dorate poste a spirale. Nella freccia sarà rappresentato lo stemma della Città e sul gambo inciso il nome. Cravatta con nastri tricolorati dai colori nazionali frangiati d'oro. |                                  |
|                                      | Moncucco Torinese Semipartito troncato: nel PRIMO, d'argento, alle tre fasce ondate, di azzurro; nel SECONDO, bandato, le bande prima, terza, quinta, scaccate di rosso e d'oro di tre file; le bande seconda, quarta, sesta, di azzurro; nel TERZO, campo di cielo, al castello d'oro, murato di nero, merlato alla guelfa, le tre torri merlate di tre, la torre centrale più alta e più larga, le torri laterali finestrate di due di nero in fascia, la torre centrale finestrata con tre finestre male ordinate, dello stesso, esso castello con il fastigio merlato di nove, finestrato con quattro finestre di nero, ordinate in fascia sotto il fastigio, chiuso dello stesso, fondato sulla pianura diminuita, di rosso. Sotto lo scudo, su lista bifida e svolazzante di azzurro, il motto, in lettere maiuscole di nero, vulnerat non necat. Ornamenti esteriori da Comune. |                                  |
|                                      | Mongardino D.P.R. del 2 aprile 2001 |                                  |
|                                      | Montabone D'azzurro, all'aquila al naturale coronata d'oro al volo spiegato, unghiata su di un monte al naturale uscente dalla punta accompagnata nel cantone destro del capo da una mitra d'argento accollata ad un pastorale dello stesso. |                                  |
|                                      | Montafia D'argento, alla stella di cinque raggi, di rosso, caricata dalla mezzaluna montante, di argento. Ornamenti esteriori da Comune. Gonfalone: drappo di rosso… |                                  |
|                                      | Montaldo Scarampi Partito: nel PRIMO, di argento, al palo da vigna, di azzurro, fondato sulla pianura di verde, accollato in tre spire dalla vite, di verde, pampinosa di undici, dello stesso, fruttata di tre, di porpora, due grappoli a destra, uno a sinistra, essa vite nodrita nella pianura a sinistra del palo; nel SECONDO, di azzurro, alla torre d'oro, murata, chiusa, finestrata di nero, merlata alla guelfa di cinque, fondata sulla pianura di rosso; al capo d'oro, caricato da cinque pali di rosso. Ornamenti esteriori da Comune. D.P.C.M. del 29 luglio 1993 Gonfalone: drappo partito di azzurro e di bianco, riccamente ornato di ricami di argento e caricato dallo stemma sopra descritto con la iscrizione centrata in argento, recante la denominazione del Comune. Le parti di metallo ed i cordoni saranno argentati. L'asta verticale sarà ricoperta di velluto dei colori del drappo, alternati, con bullette argentate poste a spirale. Nella freccia sarà rappresentato lo stemma del Comune e sul gambo inciso il nome. Cravatta con nastri tricolorati dai colori nazionali frangiati d'argento. |                                  |
|                                      | Montechiaro d'Asti D'azzurro, a tre monti d'argento, quello di mezzo sostenente una croce del Calvario dello stesso. Gonfalone: drappo di azzurro alla croce di bianco… Incongruenza tra disegno e blasonatura: la blasonatura non parla della campagna al naturale di verde. |                                  |
| Stemma precedentemente in uso        | Montegrosso d'Asti D’argento, alla collina di verde, fondata in punta e uscente dai fianchi, accompagnata nel posto d’onore da tre ruote di sei raggi, ordinate in fascia, di rosso, esse ruote intrecciate alla lista bifida di azzurro, caricata dal motto A BON RENDRE in lettere maiuscole d’oro. Ornamenti esteriori da Comune. D.P.R. del 18 febbraio 2011 Gonfalone: Drappo troncato di rosso e di giallo… D.P.R. del 18 febbraio 2011 |                                  |
|                                      | Montemagno |                                  |
| Stemma precedentemente in uso        | Montiglio Monferrato Di azzurro, al castello di tre torri, merlate ciascuna di tre alla guelfa, il fastigio privo di merli, esso castello di argento, murato di nero, chiuso di rosso, finestrato con quattro finestrelle tonde, tre nelle torri, la quarta sopra la porta, dello stesso, fondato sulla pianura di verde; al capo d'oro, caricato dell'aquila bicipite, di nero, linguata ed allumata di rosso, coronata di nero, ad esso capo sostenuto dal filetto di rosso. Ornamenti esteriori da Comune. D.P.R. del 9 ottobre 2002 Gonfalone: drappo di rosso riccamente ornato di ricami d'argento e caricato dallo stemma sopra descritto con la iscrizione centrata in argento, recante la denominazione del Comune. Le parti di metallo ed i cordoni saranno argentati. L'asta verticale sarà coperta di velluto di porpora con bullette argentate poste a spirale. Nella freccia sarà rappresentato lo stemma del Comune e sul gambo inciso il nome. Cravatta con nastri ricolorati dai colori nazionali frangiati d'argento. |                                  |
|                                      | Moransengo-Tonengo Il comune non ha ancora adottato alcuno stemma ufficiale. |                                  |
|                                      | Nizza Monferrato Di rosso al leone coronato di una corona all'antica a tre punte, tenente tra le zampe una croce astile, il tutto d'oro. Corona principesca. Ornamenti esteriori: due palme al naturale decussate |                                  |
|                                      | Olmo Gentile Troncato: il PRIMO, di rosso, all'olmo di verde, fustato e sradicato al naturale; il SECONDO, di azzurro, al castello d'oro, murato di nero, con la torre posta a destra, merlato alla guelfa, il fastigio di otto, la torre di tre, finestrato con tre finestrelle tonde di nero, due nel corpo del castello, una nella torre, esso castello chiuso di nero e fondato sulla pianura di verde. Ornamenti esteriori da Comune Gonfalone: drappo di giallo con la bordatura di rosso D.P.R. del 28 marzo 2007 |                                  |
|                                      | Passerano Marmorito Inquartato: nel primo e nel quarto, di nero, all'aquila d'oro, coronata dello stesso; nel secondo e nel terzo, di rosso, alla croce ancorata di oro, accompagnata alle estremità da quattro globi imperiali, dello stesso, il globo inferiore rovesciato, i due globi laterali coricati. Sotto lo scudo, su lista bifida e svolazzante di rosso, il motto in lettere maiuscole di nero, in deo virtus. Ornamenti esteriori da Comune D.P.R. del 19 settembre 1996 Gonfalone: drappo di rosso alla croce di giallo, riccamente ornato di ricami d'argento e caricato dallo stemma sopra descritto con la iscrizione centrata in argento, recante la denominazione del Comune. Le parti di metallo ed i cordoni saranno argentati. L'asta verticale sarà ricoperta di velluto dei colori del drappo, alternati con bullette argentate poste a spirale. Nella freccia sarà rappresentato lo stemma del Comune e sul gambo inciso il nome. Cravatta con nastri tricolorati dai colori nazionali frangiati d'argento |                                  |
|                                      | Penango D'argento, al leone di rosso, coronato con corona all'antica di tre punte visibili, d'oro. Ornamenti esteriori da Comune D.P.R. del 18 luglio 2006 Gonfalone: Drappo partito di rosso e di bianco… |                                  |
|                                      | Piea Inquartato: il PRIMO, di rosso, al cavaliere armato di tutto punto, di argento, cavalcante il cavallo, dello stesso, galoppante, con gli arti anteriori alzati; il SECONDO, d'oro, alla banda di nero, ripiena di argento; il TERZO, di azzurro, alla banda d'oro; il QUARTO, di rosso, alle tre ruote bene ordinate, di argento. Ornamenti esteriori da Comune. Gonfalone: drappo di bianco con la bordatura di rosso. |                                  |
|                                      | Pino d'Asti D'argento, al pino silvestre, di verde, fustato al naturale, nodrito nel colle centrale del monte all'italiana di tre colli, di verde, fondato in punta, il pino accollato dalla pianta di vite, fustata al naturale, nodrita a destra nel colle centrale, pampinosa di tre di verde e fruttata di tre di porpora, un pampino e due grappoli a destra, due pampini e un grappolo a sinistra. Sotto lo scudo su lista bifida e svolazzante di porpora, il motto, in lettere maiuscole di argento, Fructus Fert Vitis Implicata Pino. Ornamenti esteriori da Comune. Gonfalone: drappo di bianco con la bordatura di verde D.P.R. del 30 ottobre 2008 |                                  |
|                                      | Piovà Massaia D'azzurro, al San Giorgio, con il viso, la mano destra e la gamba destra visibili, di carnagione, vestito con la tunica di verde e la corazza di argento, calzato di cuoio al naturale, il capo coperto dall'elmo d'argento cimato da tre piume di rosso, il Santo cavalcante il cavallo rivoltato e con gli arti anteriori sollevati, di nero, allumato di rosso, imbrigliato dello stesso, il Santo in atto di colpire con la lancia d'argento posta in banda il drago di quattro zampe, alato, rivoltato, di verde, allumato di rosso, con la testa alzata in banda, vomitante fiamme di rosso, il tutto accompagnato nei cantoni del capo da due stelle di sei raggi, d'oro, una e una. Sotto lo scudo, su lista bifida e svolazzante di azzurro, il motto, in lettere maiuscole di nero: CARDINALIS MASSAIA HONOS NOSTER. Ornamenti esteriori da Comune. D.P.R. del 29 settembre 2011 Gonfalone: drappo di giallo con la bordatura di azzurro, riccamente ornato di ricami d'argento e caricato dallo stemma sopra descritto con la iscrizione centrata in argento, recante la denominazione del Comune. Le parti di metallo ed i cordoni saranno argentati. L'asta verticale sarà ricoperta di velluto dei colori del drappo, alternati, con bullette argentate poste a spirale. Nella freccia sarà rappresentato lo stemma del Comune e sul gambo inciso il nome. Cravatta con nastri tricolorati dai colori nazionali frangiati d'argento. |                                  |
|                                      | Portacomaro D'azzurro, al bastione d'argento, murato in nero, aperto del campo; sopra la porta la scritta in nero CURTIS COMARIA; il bastione fondato su pianura di verde. D.P.R. del 13 marzo 1957 Gonfalone: drappo di colore azzurro, riccamente ornato di ricami d'argento e caricato dello stemma comunale, con l'iscrizione centrata in argento: COMUNE DI PORTACOMARO. Le parti di metallo ed i cordoni saranno argentati. L'asta verticale sarà ricoperta di velluto azzurro con bullette argentate poste a spirale. Nella freccia sarà rappresentato lo stemma del Comune e sul gambo inciso il nome. Cravatta e nastri tricolorati dai colori nazionali frangiati d'argento. |                                  |
|                                      | Quaranti |                                  |
|                                      | Refrancore D'azzurro, al castello d'argento, torricellato di 3 pezzi del medesimo, aperto e finestrato del campo, fondato su campagna di verde .solcata da una riviera di rosso. Il tutto abbassato da un capo di rosso, caricato da una stella d'oro a 5 punte. Sotto lo scudo, su lista svolazzante d'azzurro con le estremità bifide, il motto: Fuso ex sanguine libertas. |                                  |
|                                      | Revigliasco d'Asti Gonfalone: drappo troncato di giallo e di azzurro… |                                  |
|                                      | Roatto D'oro, alle tre torri, male ordinate, alternate da tre gigli, bene ordinati, accompagnati in capo dal mezzo giglio uscente, centrale, e dalle due mezze torri, uscenti; in punta, dalla mezza torre, uscente, centrale, e dai due mezzi gigli, uscenti; il tutto di azzurro. Ornamenti esteriori da Comune D.P.C.M. del 17 ottobre 1995 Gonfalone: drappo di azzurro, riccamente ornato di ricami d'argento e caricato dello stemma civico con la iscrizione centrata in argento, recante la denominazione del comune. Le parti di metallo ed i cordoni saranno argentati. L'asta verticale sarà ricoperta di velluto azzurro, con bullette argentate poste a spirale. Nella freccia sarà rappresentato lo stemma del Comune e sul gambo inciso il nome. Cravatta con nastri tricolorati dai colori nazionali frangiati d'argento. |                                  |
|                                      | Robella D'azzurro alla rovere al naturale, ghiandifera di due d'oro, coi due rami decussati, sradicata, accompagnata a destra dal grappolo d'uva d'oro, fogliato di due di verde, e a sinistra due spighe di frumento d'oro, poste in decusse; al capo di nero, caricato dell'aquila coronata d'oro. Ornamenti esteriori da Comune. D.P.C.M. del 18 luglio 1984 Gonfalone: drappo d'azzurro riccamente ornato di ricami d'argento e caricato dallo stemma sopra descritto con la iscrizione centrata in argento: Comune di Robella. Le parti di metallo ed i cordoni saranno argentati. L'asta verticale sarà coperta di velluto azzurro con bullette argentate poste a spirale. Nella freccia sarà rappresentato lo stemma del Comune e sul gambo inciso il nome. Cravatta con nastri ricolorati dai colori nazionali frangiati d'argento. |                                  |
|                                      | Rocca d'Arazzo D'argento al castello torricellato di tre pezzi, aperto del campo, merlato alla guelfa, sostenuto da ristretto di terreno rupestre e montuoso, il tutto al naturale, accompagnato in capo dalla corona murale di comune e in punta dalla Leggenda: «De Castro rupe» a lettere maiuscole di nero, disposta in curva con la convessità in basso. Ornamenti esteriori: un ramo di alloro e uno di quercia al naturale decussati. R.D. del 6 luglio 1933, RR.LL.PP. del 25 febbraio 1934 Gonfalone: drappo di azzurro… |                                  |
|                                      | Roccaverano |                                  |
|                                      | Rocchetta Palafea Partito di rosso e argento, al castello dell'uno all'altro, torricellato di un pezzo centrale, merlato alla guelfa, chiuso e finestrato di nero. Ornamenti esteriori da Comune. Gonfalone: drappo di azzurro, riccamente ornato di ricami d'argento e caricato dallo stemma sopra descritto con la iscrizione centrata in argento, recante la denominazione del comune. Le parti di metallo ad i cordoni del drappo, alternati, con bullette argentate poste a spirale. Nella freccia sarà rappresentato lo stemma del comune e sul gambo inciso il suo nome. Cravatta con nastri ricolorati dai colori nazionali frangiati d'argento. |                                  |
|                                      | Rocchetta Tanaro Gonfalone: drappo partito di azzurro… Incongruenza tra disegno e blasonatura: il drappo è d'azzurro pieno. |                                  |
| Stemma precedentemente in uso        | San Damiano d'Asti Inquartato, nel primo e nel quarto d'argento a sedici rombi d'azzurro accollati e appuntati, 4, 4, 4, 4; nel secondo e nel terzo di rosso. Corona marchionale. Incongruenza tra disegno e blasonatura: il primo è d'azzurro, e i sedici rombi d'argento sono nove interi e sette incompleti; nel quarto i sedici rombi d'azzurro sono nove interi e sette incompleti; il secondo e terzo sono palati d'argento e di rosso di otto pezzi. Gonfalone: drappo partito di rosso e di azzurro… | Gonfalone precedentemente in uso |
|                                      | San Giorgio Scarampi D.P.R. del 7 marzo 2001 |                                  |
|                                      | San Martino Alfieri Trinciato di rosso e d'azzurro, alla banda d'argento sulla partizione, caricata d'una stella di azzurro, il primo al trofeo, al naturale, dell'elmo spada e sciarpa di San Martino; il secondo alla figura al naturale, della chiesa di San Martino al Tanaro sorgente sulla vetta di un colle vitifero, lambito dal fiume Tanaro: Motto NE ABERREM. Esso stemma sarà cimato da corona formata di un cerchio di muro d'oro, sormontato da otto merli uniti da muricciuoli, il tutto d'argento. R.D. del 25 settembre 1886 Gonfalone: drappo partito di azzurro e di rosso… |                                  |
|                                      | San Marzano Oliveto |                                  |
|                                      | San Paolo Solbrito Di porpora, alle due palme di verde, decussate, attraversate dalla spada d'argento, guarnita d'oro, con la punta all'insù. Sotto lo scudo, su lista bifida e svolazzante di porpora, il motto, in lettere maiuscole di argento, FIDEM SERVAVI. Ornamenti esteriori da comune. D.P.C.M. dell'11 giugno 1997 Gonfalone: drappo di bianco con la bordatura in porpora, riccamente ornato di ricami d'argento e caricato dallo stemma sopra descritto con la iscrizione centrata in argento, recante la denominazione del Comune. Le parti di metallo ed i cordoni saranno argentati. L'asta verticale sarà coperta di velluto di porpora con bullette argentate poste a spirale. Nella freccia sarà rappresentato lo stemma del Comune e sul gambo inciso il nome. Cravatta con nastri ricolorati dai colori nazionali frangiati d'argento. |                                  |
|                                      | Scurzolengo D.P.R. dell'8 gennaio 1999, registrato all'Ufficio Araldico il 18 febbraio 1999, p. 13, reg. 99 |                                  |
|                                      | Serole Di rosso, ad un castello al naturale chiuso, finestrato, murato di nero e merlato alla ghibellina, fondato sul monte di verde, caricato da 5 pecore d'argento al pascolo; il tutto sormontato da un pastorale posto in palo, d'oro, attraversato da 2 spighe d'argento, decussate. L'arme ha gli attributi propri del Comune: il serto di fronde d'alloro e di quercia e la corona civica turrita. D.P.R. dell'11 gennaio 1980 Gonfalone: drappo di bianco riccamente ornato di ricami d'argento e caricato dello stemma sopra descritto con la descrizione centrata in argento: Comune di Serole. Le parti in metallo ed i cordoni saranno argentati. L'asta verticale sarà ricoperta di velluto bianco con bullette argentate poste a spirale. Nella freccia sarà rappresentato lo stemma del comune e sul gambo inciso il nome. Cravatta e nastri tricolorati con i colori nazionali frangiati d'argento. |                                  |
|                                      | Sessame D'argento allo scaglionetto d'azzurro, alzato, accompagnato in capo da un castello di rosso, merlato ed aperto del campo, ed in punta da un monte di verde. D.P.C.M del 19 maggio 1954 Gonfalone: drappo di colore azzurro, riccamente ornato di ricami d'argento e caricato dello stemma comunale con l'iscrizione centrata in argento : Comune di Sessame. le parti di metallo ed i cordoni saranno argentati. Nella freccia sarà rappresentato lo stemma del Comune e sul gambo inciso il nome. Cravatta e nastri tricolorati dai colori nazionali frangiati d'argento. DPR del 19 maggio 1954 |                                  |
|                                      | Settime Di rosso, alle sette ruote di sei raggi, d'argento, poste una, tre, due, una. Lo scudo è sormontato dalla corona speciale, d'oro, formata dal cerchio brunito, gemmato, cordonato ai margini, cimato da dodici sferette d'oro, sette visibili, sostenute da punte, dello stesso. Lo scudo è ornato da due rami di palma, di verde, decussati in punta. D.P.R. del 12 aprile 2001 Gonfalone: Drappo di bianco con la bordatura di rosso, riccamente ornato di ricami d'argento e caricato dallo stemma sopra descritto con la iscrizione centrata in argento, recante la denominazione del comune. Le parti di metallo ad i cordoni del drappo, alternati, con bullette argentate poste a spirale. Nella freccia sarà rappresentato lo stemma del comune e sul gambo inciso il suo nome. Cravatta con nastri ricolorati dai colori nazionali frangiati d'argento. Bandiera: drappo troncato di bianco e di rosso |                                  |
|                                      | Soglio D'azzurro, al sole raggiante d'oro. Sotto lo scudo, su lista bifida, è svolazzante di azzurro il motto in lettera maiuscola d'oro: sub regimine tuo. Ornamenti esteriori da comune. D.P.R. del 25 giugno 1998 e registrato nei registri dell'Ufficio Araldico in data 3 settembre 1998 |                                  |
| Stemma aulico in uso precedentemente | Tigliole Di azzurro, alle tre carrucole, di legno al naturale, forate del campo, bene ordinate, infilate dalla fune d'oro, uscente dal foro della prima, entrante a vista nel foro della terza, rientrante a vista nel foro della seconda. Ornamenti esteriori da Comune D.P.R. del 22 aprile 2008 Gonfalone: drappo di giallo con la bordatura di azzurro, riccamente ornato di ricami d'argento e caricato dallo stemma sopra descritto con la iscrizione centrata in argento, recante la denominazione del Comune. Le parti di metallo ed i cordoni saranno argentati. L'asta verticale sarà ricoperta di velluto dei colori del drappo, alternati, con bullette argentate poste a spirale. Nella freccia sarà rappresentato lo stemma del Comune e sul gambo inciso il nome. Cravatta con nastri tricolorati dai colori nazionali frangiati d'argento |                                  |
|                                      | Tonco Partito: nel PRIMO, di azzurro, al leone di argento, linguato e allumato di rosso; il SECONDO, di argento, alle tre fasce di rosso, attraversate dalla quercia sradicata, con il tronco, radici, rami al naturale, i sei rami ricadenti ad arco, tre per parte, fogliati di verde, ghiandiferi di porpora. Ornamenti esteriori da Comune D.P.R. del 21 ottobre 2004 Gonfalone: drappo di porpora… D.P.R. del 21 ottobre 2004 |                                  |
|                                      | Vaglio Serra |                                  |
|                                      | Valfenera D'azzurro, al capo-palo d'argento, accostato a destra dall'aquila spiegata d'oro, e a sinistra dal leone dello stesso, con la testa rivoltata; il tutto abbassato sotto un capo d'azzurro, caricato di tre gigli d'oro, ordinati in fascia. Ornamenti esteriori da Comune. Gonfalone: drappo partito di giallo e di azzurro… DPR del 22 febbraio 1973 |                                  |
|                                      | Vesime Gonfalone: drappo partito di bianco e di azzurro… |                                  |
|                                      | Viale D'oro, ai tre cipressi di verde, nodriti nella pianura diminuita, di verde, accompagnati dalle lettere maiuscole C e V, dello stesso, la prima posta a destra, l'altra a sinistra; al capo di rosso, caricato dal barbio curvato, coronato all'antica, d'oro. Ornamenti esteriori da Comune D.P.C.M. dell'11 settembre 1996 Gonfalone: drappo di giallo con la bordatura di rosso riccamente ornato di 'ricami di argento e caricato dallo stemma sopra descritto con la iscrizione centrata in argento, recante la denominazione del Comune. Le parti di metallo ed i cordoni saranno argentati. L'asta verticale sarà ricoperta di velluto dei colori del drappo, alternati, con bullette argentate poste a spirale. Nella freccia sarà rappresentato lo stemma del Comune e sul gambo inciso il nome. Cravatta con nastri tricolorati dai colori nazionali frangiati d'argento |                                  |
|                                      | Viarigi D'oro, alla torre quadrangolare di rosso, mattonata di nero, chiusa e finestrata di nero nel lato volto a destra, merlata alla ghibellina, sette merli visibili, dei quali tre angolari, essa torre fondata sulla pianura di verde, torre e pianura attraversanti la banda diminuita di verde. Ornamenti esteriori da Comune D.P.C.M. del 17 gennaio 2000 Gonfalone: drappo partito di verde e di rosso, riccamente ornato di ricami d'argento e caricato dello stemma spora descritto con la iscrizione centrata in argento, recante la denominazione del Comune. Le parti di metallo ed i cordoni saranno argentati. L'asta verticale sarà ricoperta di vellito dei colori del drappo, alternati, con billette argentate poste a spirale. Nella freccia sarà rappresentato lo stemma del Comune e sul gambo inciso il nome. Cravatta con nastri tricolorati dai colori nazionali, frangiati d'argento |                                  |
|                                      | Vigliano d'Asti Di argento, a due fasce di azzurro; al castello di rosso, murato di nero, torricellato di un pezzo, merlato alla guelfa, aperto e finestrato del campo, attraversante le fasce. Ornamenti esteriori da Comune D.P.C.M. del 1º dicembre 1952 Gonfalone: drappo partito di bianco e di rosso riccamente ornato di ricami d'argento e caricato dello stemma sopradescritto… |                                  |
|                                      | Villa San Secondo Di rosso, alla figura della Giustizia, in maestà, il viso, il collo, le braccia, le mani, di carnagione, capelluta d'oro, coronata con corona all'antica di cinque punte, d'oro, vestita con l'ampia veste di azzurro, tenente con la mano destra la bilancia di due coppe, d'oro, con la mano sinistra lo scettro posto in palo, dello stesso, essa figura assisa sullo scranno di nero, in gran parte celato, esiguamente visibile a sinistra, figura e scranno sostenuti dalla campagna di verde. Ornamenti esteriori da Comune D.P.C.M. del 2 settembre 1997 Gonfalone: drappo di giallo, riccamente ornato di ricami d'argento e caricato dallo stemma sopra descritto con l'iscrizione centrata in argento, recante la denominazione del Comune. Le parti di metallo ed i cordoni saranno argentati. L'asta verticale sarà ricoperta di velluto giallo, con bullette argentate poste a spirale. Nella freccia sarà rappresentato lo stemma del Comune e sul gambo inciso il nome. Cravatta con nastri tricolorati dai colori nazionali frangiati d'argento |                                  |
|                                      | Villafranca d'Asti D'argento all'albero di verde affiancato dalle lettere “V” e “F” di verde. Concesso nel 1997 Gonfalone: drappo di azzurro… Incongruenza tra disegno e blasonatura: il tronco dell'albero dovrebbe essere di verde, così come le lettere V e F. |                                  |
|                                      | Villanova d'Asti Di rosso al leone d'argento. Ornamenti esteriori da Comune. D.C.P.M. nº 4006 del 10 settembre 1982 Gonfalone: drappo partito di bianco e di rosso riccamente ornato di ricami d'argento e caricato dello stemma sopra descritto con la iscrizione centrata in argento: Comune di Villanova d'Asti. Le parti di metallo ed i cordoni saranno argentati. L'asta verticale sarà ricoperta di velluto dei colori del drappo, alternati con bullette argentate poste a spirale. Nella freccia sarà rappresentato lo stemma del Comune e sul gambo inciso il nome. Cravatta e nastri tricolorati dai colori nazionali frangiati d'argento. |                                  |
|                                      | Vinchio Semipartito troncato: nel PRIMO, di verde, al grappolo d'uva d'oro, unito al tralcio, posto in fascia, pampinoso di due, dello stesso; nel SECONDO, di azzurro, ai quattro bisanti d'oro, posti uno, due, uno; nel TERZO, d'oro, ai cinque pali di rosso. Ornamenti esteriori da Comune. D.P.R. del 17 settembre 1993 Gonfalone: drappo partito di giallo e di verde, riccamente ornato di ricami d'argento e caricato dallo stemma comunale con la iscrizione centrata in argento, recante la denominazione del Comune. Le parti di metallo ed i cordoni saranno argentati. L'asta verticale sarà ricoperta di velluto dei colori del drappo, alternati, con bullette argentate poste a spirale. Nella freccia sarà rappresentato lo stemma del Comune e sul gambo inciso il nome. Cravatta con nastri tricolorati dai colori nazionali frangiati d'argento. |                                  |